# Кузнецов, Арсений Петрович
Арсе́ний Петро́вич Кузнецо́в (1901 год, Талдом, Российская Империя — 15 ноября 1943 года, Сихотэ-Алинь, РСФСР, СССР) — советский инженер, изыскатель и проектировщик железных дорог в СССР.

## Биография
Родился в подмосковном городе Талдоме.
Образование получил в Московской горной академии (1929). На БАМ приехал в 1935 году. В годы ВОВ принимал участие в строительстве рокадной железной дороги Саратов — Сталинград. За вклад в её строительство Указом Президиума Верховного Совета СССР от 16 октября 1943 года был награждён орденом «Знак Почёта».
В 1943 году, будучи начальником комплексной изыскательной партии на участке Комсомольск-на-Амуре — Советская Гавань, в обязанности которого входило производство топогеодезических и инженерно-геологических работ, набор ведущих специалистов и организация труда на строительстве, разработал вариант прохождения 400-метрового железнодорожного тоннеля на перегоне Оунэ — Высокогорная Байкало-Амурской магистрали в месте пересечения Сихотэ-Алиньского хребта. Найденная изыскательской партией трасса, так называемая Удоменская петля, позволила вдвое уменьшить выработку грунта под строительство железнодорожного полотна. Таким образом, существенно уменьшалась трудоёмкость работ, а стоимость сооружения перевального участка согласно плану Кузнецова сократилась в два раза. Кроме того, изыскатели партии Кузнецова предложили вместо сооружения двух мостов через реку Хунгари перекрыть верхнюю протоку дамбой, а железнодорожный путь проложить вдоль главного русла.
Огромное нервное напряжение, беспокойство за судьбы своих близких, разбросанных войной, постоянное физическое напряжение не могли не сказаться на здоровье Кузнецова. Он умер прямо на трассе, в разгар стройки, 15 ноября 1943 года — не выдержало сердце. Его тело погребено 17 ноября 1943 года на перевале Сихотэ-Алинь, на восточном склоне сопки Песчаная. На могиле Арсения Петровича был возведён деревянный обелиск со звездой.
В 1967 году учащиеся средней школы № 88 станции Высокогорная вместе с жителями посёлка перенесли и перезахоронили останки изыскателя неподалёку от вокзала станции «Кузнецовский».
В 1993 году на месте трагической гибели инженера, изыскателя железных дорог, строителя магистрали (перевале Сихотэ-Алинь, впоследствии названном в честь первопроходца «Кузнецовским») был установлен и открыт памятник Арсению Петровичу Кузнецову из бетона.

## Память
В честь А. П. Кузнецова назван Кузнецовский перевал, тоннель, одноимённая железнодорожная станция и посёлок при ней.